# Brilkaaiman
De brilkaaiman (Caiman crocodilus) is een krokodilachtige uit de familie alligators en kaaimannen (Alligatoridae) en de onderfamilie kaaimannen (Caimaninae).

## Naam en indeling
De brilkaaiman wordt ook wel gewone kaaiman of krokodil-kaaiman genoemd. De wetenschappelijke naam van de soort werd voor het eerst voorgesteld door Carl Linnaeus in 1758. Oorspronkelijk werd de wetenschappelijke naam Lacerta crocodilus gebruikt en later werd de soort aangeduid met de namen Alligator sclerops en Crocodilus sclerops. De brilkaaiman staat in veel literatuur nog onder een verouderde wetenschappelijke naam bekend.
De Nederlandstalige naam brilkaaiman is te danken aan de opstaande benige rand tussen de ogen die de kaaiman een bebrild uiterlijk geeft. Ook in andere talen wordt een dergelijke naam gebruikt, zoals het Franse 'Caïman à lunettes' en het Engelse 'Spectacled caiman'. De wetenschappelijke soortaanduiding crocodilus betekent vrij vertaald 'krokodilachtig'.

### Ondersoorten
Er worden vier ondersoorten erkend, die verschillen in het uiterlijk en het verspreidingsgebied. De ondersoorten worden voornamelijk onderscheiden door hun lichaamsgrootte en -kleur en de vorm van de schedel. Door sommige biologen wordt de yacarekaaiman (Caiman yacare) ook als ondersoort van de brilkaaiman gezien maar dit is omstreden. De ondersoorten zijn onderstaand weergegeven, met de auteur en het verspreidingsgebied.
| Naam                                                        | Auteur         | Verspreidingsgebied                 |
| ----------------------------------------------------------- | -------------- | ----------------------------------- |
| Caiman crocodilus apaporiensis                              | Medem, 1955    | Colombia                            |
| Caiman crocodilus chiapasius                                | Bocourt, 1876  | Mexico, Guatemala, El Salvador      |
| Zuid-Amerikaanse brilkaaiman (Caiman crocodilus crocodilus) | Linnaeus, 1758 | De rest van het verspreidingsgebied |
| Caiman crocodilus fuscus                                    | Cope, 1868     | Mexico, Colombia                    |

## Uiterlijke kenmerken

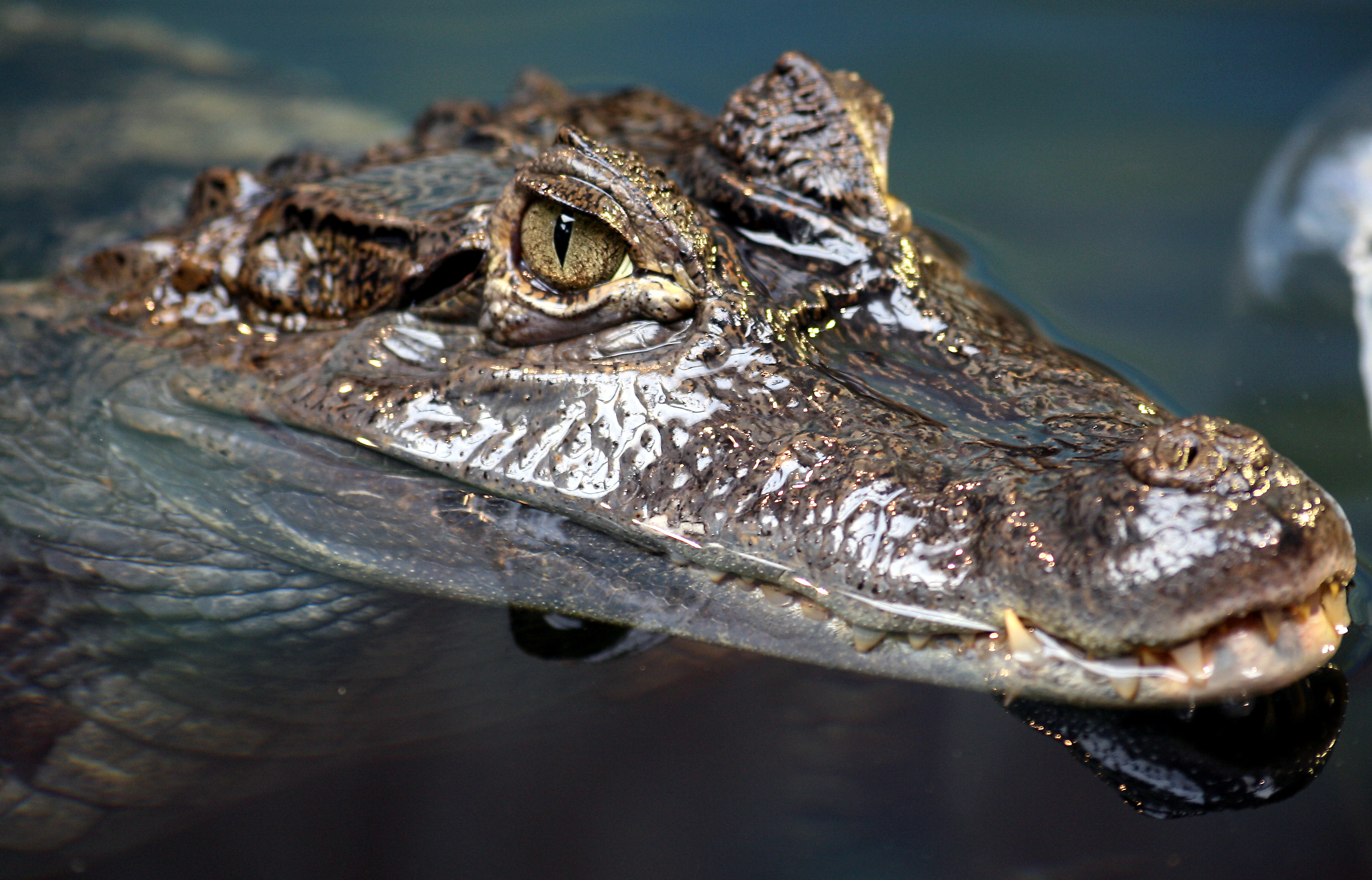
Kop van een brilkaaiman, met duidelijke opstaande richel tussen de ogen, exemplaar uit een dierentuin in Kent, Verenigd Koninkrijk.

De brilkaaiman is een middelgrote soort, mannetjes worden ongeveer 2 tot 2,5 meter lang, uitschieters bereiken een lichaamslengte van meer dan drie meter. Vrouwtjes blijven kleiner: 1,4 tot maximaal 2 meter. De snuit is duidelijk naar boven gekromd, boven de oogleden is een opstaande dwarskam aanwezig aanwezig waaraan de soort te herkennen is.
De kleur is groenbruin, jongere dieren zijn lichter tot geel met zwarte stippen en strepen op het lichaam en een gebandeerde staart. Deze kleuren en tekeningen verdwijnen met de jaren. De brilkaaiman heeft een beperkt vermogen om van kleur te veranderen, dit komt ook voor bij sommige andere krokodilachtigen zoals de mississippialligator (Alligator mississippiensis).
De brilkaaiman heeft zowel in de boven- als in de onderkaak 1 rij kegelvormige tanden, die tweejaarlijks gewisseld worden. Dat gebeurt in twee reeksen: het ene jaar wisselen de 'even' tanden, twee jaar later de 'oneven' tanden. In totaal heeft de brilkaaiman 72 tot 78 tanden: 18 of 19 paar in de bovenkaak en 18 tot 20 paar in de onderkaak.

## Voedsel
De brilkaaiman leeft als juveniel voornamelijk van in het water levende ongewervelden als insecten, kreeftachtigen en schelpdieren en slakken. Grotere exemplaren eten voornamelijk vissen, watervogels, amfibieën en reptielen. Daarnaast worden het water betredende zoogdieren als varkens buitgemaakt en verdronken waarna ze worden opgegeten. Indien er te weinig voedsel is worden ook soortgenoten aangevallen, de brilkaaiman is kannibalistisch.
Vroeger werd wel gedacht dat grote populaties van de brilkaaiman schadelijke dieren onder controle zouden houden, zoals piranha's en waterslakken die voor de mens gevaarlijke parasieten kunnen dragen. Dit idee wordt al enige tijd beschouwd als achterhaald.

## Verspreiding en habitat

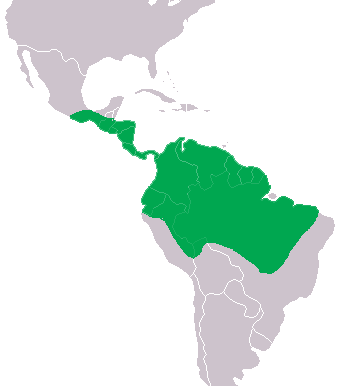
Verspreidingsgebied van de brilkaaiman in het groen.

De brilkaaiman heeft het grootste verspreidingsgebied van alle alligators en komt voor in een groot gedeelte van het noorden van Zuid-Amerika en in Midden-Amerika tot in de zuidelijke punt van Mexico. De landen waar de brilkaaiman voorkomt zijn Bolivia, Brazilië, Colombia, Costa Rica, Ecuador, El Salvador, Frans-Guyana, Guatemala, Honduras, Nicaragua, Panama, Peru, Suriname, Trinidad en Tobago en Venezuela. Op Cuba, de Kleine Antillen, Puerto Rico en de Verenigde Staten (in Florida) komt de soort ook voor maar is in deze landen geïntroduceerd. Het verspreidingsgebied is te danken aan het grote aanpassingsvermogen, de kaaiman is niet kieskeurig als het gaat om habitat, als er maar oppervlaktewater aanwezig is en zelfs in kunstmatige wateren als stuwmeren is de soort te vinden. Ook wordt enigszins brak water getolereerd, bij droogte schuilt de kaaiman in de modder, wachtend op nattere tijden.
De habitat bestaat uit tropische en subtropische laaglandbossen, tropische en subtropische mangrovebossen, tropische en subtropische moerasbossen, zowel droge als vochtige savannen, tropische en subtropischescrublands, tropische en subtropische overstromende graslanden en verschillende typen draslanden. Ook in door de mens aangepaste streken zoals waterreservoirs, veedrinkplaatsen, afgravingen, dammen, grote vijvers, onderstromende akkers, kanalen, greppels en afwateringswateren kan de kaaiman worden aangetroffen. De soort is bekend van zeeniveau tot op een hoogte van ongeveer 1000 meter boven zeeniveau.

## Voortplanting
Vrouwtjes zijn waarschijnlijk na vier tot zeven jaar volwassen, afhankelijk van de populatie. Vrouwtjes maken een nestheuvel door bladeren, aarde en afval bij elkaar te schuiven. Ze worden vaak tussen hogere planten en bomen gemaakt, soms op drijvende plantenmatten of in open terrein. De 15 tot 40 eitjes (meestal ongeveer 22) worden in een nest afgezet en bedekt met plantaardig materiaal, na drie maanden komen ze uit. De vrouwtjes delen de nesten weleens, om ze efficiënter te kunnen verdedigen. Ook is bekend dat vrouwtjes elkaars jongen bewaken.
Een belangrijke vijand van de eitjes zijn de tejuhagedissen (Teiidae), een familie van grote hagedissen die net als varanen (die niet in Amerika voorkomen) dol zijn op de eieren en grote schade kunnen toebrengen aan de legsels. Met name de gebandeerde reuzenteju (Tupinambis teguixin) zoekt actief naar krokodilleneieren. De eitjes komen uit in het natte seizoen waardoor er voldoende voedsel voor de jongen is.

## Bedreiging en bescherming

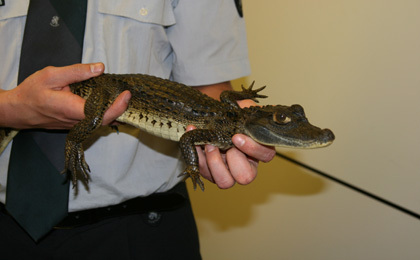
Een van de dertien opgezette exemplaren die in 2010 in beslag werd genomen door de douane op Luchthaven Schiphol.

De brilkaaiman is een van de meest algemene soorten, het totale aantal in het wild levende exemplaren wordt geschat op meer dan 1 miljoen. Dit heeft de kaaiman waarschijnlijk te danken aan het feit dat zijn huid niet zo geschikt is om krokodillenleer van te maken. De jongen werden vroeger massaal gevangen voor de handel in exotische dieren en tevens werden de juvenielen vaak gedood en opgezet om als souvenir te worden verkocht. Door zijn grote verspreiding en algemene voorkomen is de brilkaaiman een ecologisch belangrijke soort. In gebieden waar de brilkaaiman achteruit ging, bleken ook bepaalde vissoorten een terugval te laten zien omdat de door de kaaiman onder controle gehouden roofvissen in aantal toenamen. Ook is de brilkaaiman een van de weinige soorten die geprofiteerd hebben van de jacht op andere krokodilachtigen, waarvan de leefgebieden worden ingenomen.
Door de internationale natuurbeschermingsorganisatie IUCN is de beschermingsstatus 'veilig' toegewezen (Least Concern of LC).